# Dag Hammarskjöld
Dag Hjalmar Agne Carl Hammarskjöld (1905 - 1961) là nhà ngoại giao người Thụy Điển, Tổng thư ký thứ hai của Liên Hợp Quốc. Ông làm Tổng thư ký Liên Hợp Quốc từ tháng 4-1953 tới khi mất trong một vụ tai nạn máy bay có nhiều tình tiết đáng ngờ vào tháng 9-1961. Nguyên nhân chính thức cái chết của ông hiện vẫn còn gây tranh cãi.

## Trước khi làm Tổng thư ký Liên Hợp Quốc
Dag Hammarskjöld sinh tại Jönköping, nhưng ông trải qua thời niên thiếu ở Uppsala. Ông là con thứ tư và con út của Hjalmar Hammarskjöld, Thủ tướng Thụy Điển (1914–1917), và Agnes Almquist. Dòng họ Hammarskjöld nắm giữ những vị trí quan trọng trong triều đình Thụy Điển từ thế kỷ 17. Dag Hammarskjöld tốt nghiệp Đại học Uppsala với bằng thạc sĩ kinh tế chính trị và cử nhân luật rồi chuyển tới sống ở Stockholm.
Từ năm 1930 tới 1934, ông là thư ký của ủy ban thành phố về lao động và việc làm. Trong giai đoạn này, ông nghiên cứu và viết tiểu luận kinh tế học Konjunkturspridningen (Sự lan tỏa của chu kỳ kinh doanh) và nhận bằng tiến sĩ của Đại học Stockholm năm 1933. Năm 1936, Hammarskjöld nhận chức vụ thư ký Ngân hàng trung ương Thụy Điển, rồi phó thư ký phụ trách tài chính. Từ năm 1941 tới năm 1948, ông đảm nhận chức chủ tịch Ngân hàng trung ương Thụy Điển.
Đầu năm 1945, ông được chỉ định làm cố vấn cho chính phủ về các vấn đề kinh tế và tài chính cũng như các kế hoạch giải quyết những vấn đề kinh tế của giai đoạn hậu chiến.
Năm 1947, Hammarskjöld vào làm ở Bộ ngoại giao Thụy Điển và năm 1949 trở thành Bộ trưởng bộ ngoại giao Thụy Điển. Ông là một đại biểu có mặt ở Hội nghị Paris thông qua Kế hoạch Marshall về trợ giúp kinh tế của Mỹ cho châu Âu sau Chiến tranh thế giới thứ hai. Năm 1948, cũng tại Paris, ông tham dự hội nghị thành lập Tổ chức hợp tác kinh tế châu Âu, tiền thân của Liên minh châu Âu sau này. Năm 1951, ông được chỉ định làm quốc vụ khanh và quyền thứ trưởng bộ ngoại giao. Dù Hammarskjöld làm việc trong một nội các mà các đảng viên Dân chủ xã hội chiếm số đông, ông chưa bao giờ chính thức gia nhập một đảng phái chính trị nào. Cũng năm 1951, Hammarskjöld được cử làm phó đoàn đại biểu Thụy Điển tham dự hội nghị của Đại hội đồng Liên Hợp Quốc ở Paris và một năm sau là trưởng đoàn đại biểu Thụy Điển ở New York. Ngày 20-12-1954, ông được bầu vào Viện khoa học Hoàng gia Thụy Điển, thay cho cha ông.

## Tổng thư ký Liên Hợp Quốc
Khi Trygve Lie từ chức Tổng thư ký Liên Hợp Quốc vào năm 1953, Hội đồng bảo an quyết định mời Hammarskjöld vào vị trí đó. Đó là một bất ngờ với ông và Hammarskjöld đã được lựa chọn vào ngày 31-3-1953 với đa số 10/11 nước bỏ phiếu. Đại hội đồng đã chính thức hóa kết quả đó vào tháng Tư, với 57/60 phiếu thuận. Năm 1957, ông được bầu lại thêm một nhiệm kỳ nữa.
Hammarskjöld bắt đầu nhiệm kỳ của mình bằng cách thiết lập một bộ máy trợ lý của Liên Hợp Quốc với 4.000 nhân viên hành chính. Ông thiết lập nên những quy định định nghĩa trách nhiệm của từng bộ phận. Ông khẳng định rằng tổng thư ký có quyền hành động trong những tình huống khẩn cấp mà không cần sự đồng ý trước của Hội đồng bảo an hay Đại hội đồng.
Trong nhiệm kỳ của mình, Hammarskjöld đã cố gắng dàn xếp những cuộc xung đột giữa Israel và 
các nước A-rập. Năm 1955, ông đã tới Trung Quốc để thương lượng về việc giải thoát 15 phi công Mỹ từng tham gia Chiến tranh Triều Tiên và bị Trung Quốc bắt giữ. Năm 1956, ông thành lập Lực lượng phản ứng nhanh Liên Hợp Quốc (UNEF). Năm 1957, ông tham gia giải quyết Cuộc khủng hoảng Suez. Năm 1960, nước Cộng hòa dân chủ Congo, trước kia là Congo thuộc Bỉ, vừa mới giành được độc lập và đã yêu cầu Liên Hợp Quốc can thiệp giúp ổn định tình hình trước những xung đột vũ trang trong nước ngày càng leo thang có nguy cơ bùng phát thành nội chiến. Hammarskjöld đã có bốn chuyến thăm tới Congo. Những nỗ lực của ông bị Liên Xô coi là vô ích và tháng 9-1960, Liên Xô không chấp hành một quyết định của tổng thư ký đưa tới Congo một lực lượng phản ứng nhanh gìn giữ hòa bình. Liên Xô, qua phát biểu của Tổng bí thư Nikita Khrushchev, yêu cầu Hammarskjöld phải từ chức và kiến nghị một định chế tổng thư ký mới với ba người, đại diện cho ba nhóm nước khác nhau, các nước tư bản, các nước xã hội chủ nghĩa và các nước mới độc lập, cùng đảm nhận.

## Cái chết đầy nghi vấn

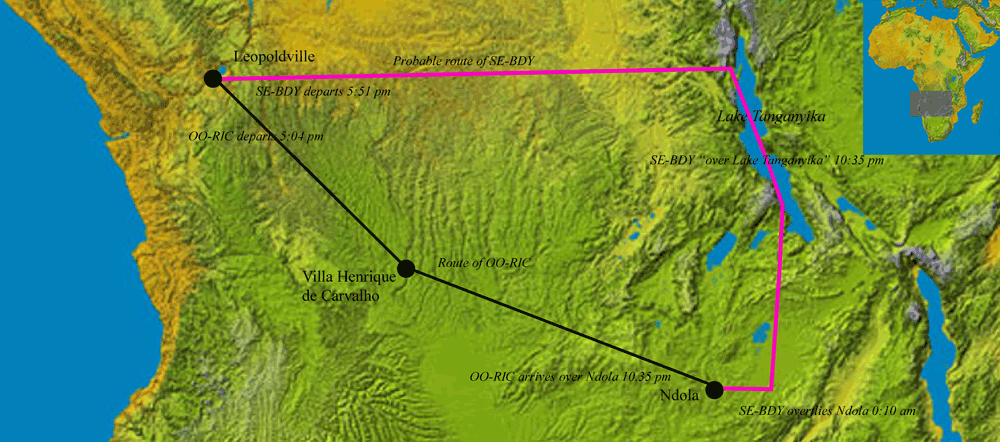
Hành trình chuyến bay của Hammarskjöld và nơi xảy ra thảm kịch, tháng 9-1961

Tháng 9-1961, Hammarskjöld nhận được tin về một cuộc đụng độ giữa lực lượng Liên Hợp Quốc và một nhóm vũ trang ở Congo. Ông đã lên đường để đến Congo với mong muốn đạt được một thỏa thuận ngừng bắn giữa hai phía. Tối ngày 17, rạng sáng ngày 18-9-1961, chiếc máy bay DC-6B chở ông gặp tai nạn ở gần Ndola, Liên bang Rhodesia và Nyasaland (hiện là Zambia). Ông và 15 người khác đi cùng chuyến bay thiệt mạng.
Sau khi Hammarskjöld qua đời, nhà ngoại giao người Nepal Rishikesh Shaha được Đại hội đồng Liên Hợp Quốc chọn để điều tra về cái chết của ông.
Giải thích của những điều tra viên khi đó là máy bay của Hammarskjöld đã bay quá thấp khi tới gần sân bay Ndola, mặc dù thời tiết hoàn toàn bình thường. Không có dấu hiệu nào của một vụ đánh bom, tên lửa đất đối không hay không tặc mặc dù sau tai nạn, 180 người đã được cử tới rà soát cẩn thận một khu vực rộng sáu cây số vuông dọc theo đoạn đường bay cuối cùng của chiếc máy bay trở Hammarskjöld. Những chứng cứ khác do người duy nhất sống sót sau chuyến bay, một trong ba vệ sĩ riêng của tổng thư ký, cũng không cung cấp được gì hơn.
Ngày 19-8-1998, Tổng giám mục Desmond Tutu, Chủ tịch Ủy ban đức tin và hòa giải Nam Phi (TRC) tuyên bố rằng những lá thư mới được công bố gần đây cho thấy cơ quan tình báo Anh MI5, cơ quan tình báo Mỹ CIA và cơ quan tình báo Nam Phi có liên quan tới vụ tai nạn máy bay. Một lá thư của TRC cho hay có một quả bom được đặt ở phần bánh máy bay phát nổ khi bánh chạm đất. Tuy nhiên, Tutu cũng nói rằng tính xác thực của lá thư này cần xem xét lại; Văn phòng ngoại vụ Anh đưa ra giả thuyết rằng những lá thư đó là hệ quả của việc thông tin sai lầm từ phía Liên Xô.
Ngày 29-7-2005, nhân dịp kỷ niệm 100 năm ngày sinh Hammarskjöld, thiếu tướng quân đội Na Uy Bjørn Egge đã có cuộc trả lời phỏng vấn với tờ báo Aftenposten về những sự kiện diễn ra xung quanh cái chết của cố tổng thư ký. Theo Egge, là nhân viên Liên Hợp Quốc đầu tiên nhìn thấy thi thể của Hammarskjöld, trên trán ông có một lỗ thủng đã bị xử lý kỹ thuật trong những bức ảnh chụp thi thể sau đó. Theo Egge, Hammarskjöld có vẻ như đã bị ném khỏi máy bay, những ngọn cỏ và lá cây mà ông nắm chặt trong tay chỉ ra rằng rất có thể ông đã sống sót sau tay nạn và đã cố gắng bò ra xa đống đổ nát. Egge không nói thẳng rằng vết thương trên trán Hammarskjöld là một vết đạn bắn, và tuyên bố của ông không khớp với thông tin của Tổng giám mục Tutu hay những phát hiện khác trong cuộc điều tra chính thức.
Trong một cuộc phỏng vấn ngày 24-3-2007 trên kênh truyền hình Na Uy NRK, một nhân vật tự nhận là lính đánh thuê và giấu danh tính tuyên bố từng ở cùng phòng với một lính đánh thuê cũng không rõ tên người Nam Phi tự nhận là đã bắn Hammarskjöld. Theo đó, kẻ sát nhân đã chết vào cuối những năm 1990.

## Ghi nhận
Hammarskjöld được trao giải Nobel hòa bình vào năm 1961 và đã được đề cử trước khi ông qua đời.
Sau khi Hammarskjöld qua đời, Tổng thống Mỹ John F. Kennedy tỏ ý hối tiếc vì ông đã phản đối chính sách của Liên Hợp Quốc tại Congo và nói: "Giờ thì tôi nhận ra rằng so với ông ấy, tôi chỉ là một người nhỏ nhen. Ông ấy là chính trị gia vĩ đại nhất của thế kỷ này".
Nhà sử học Paul Kennedy ca tụng Hammarskjöld trong cuốn sách của ông, The Parliament of Man như là tổng thư ký vĩ đại nhất của Liên Hợp Quốc vì khả năng trực tiếp đương đầu với các sự vụ quốc tế của Hammarskjöld, hoàn toàn trái ngược với những người kế nhiệm ông sau này.
Đại học Carleton là trường đầu tiên trao cho Hammarskjöld bằng tiến sĩ danh dự vào năm 1954 và từ đó đến nay, trường luôn trao bằng tiến sĩ danh dự cho mọi tổng thư ký của Liên Hợp Quốc như một phần truyền thống của trường.
Thư viện Hammarskjöld, một phần của tổng hành dinh Liên Hợp Quốc, được khánh thành vào ngày 16-11-1961 để tưởng niệm vị tổng thư ký quá cố. Ngoài ra, còn có một thư viện Hammarskjöld nữa ở trường mà ông đã tốt nghiệp, Đại học Uppsala.
Một công viên tại Manhattan gần tổng hành dinh của Liên Hợp Quốc, cũng như một số tòa nhà cạnh đó, được đặt theo tên ông.
Hammarskjöld còn được tưởng niệm như một người đã đấu tranh vì hòa bình trong danh sách những ngày lễ thánh trong năm của nhà thờ Tin lành ở Mỹ. Ngày tưởng niệm ông là ngày 18-9.
Nhiều trường học được đặt theo tên ông, bao gồm trường trung học cơ sở Hammarskjöld ở East Brunswick Township, New Jersey, trường trung học cơ sở Dag Hammarskjold ở Wallingford, Connecticut, trường tiểu học Dag Hammarskjold ở Parma, Ohio (đều ở Mỹ) và trường trung học phổ thông Hammarskjold ở Thunder Bay, Ontario, Canada.
Năm 1962, quỹ Dag Hammarskjöld được thành lập tại Thụy Điển để tưởng nhớ ông.
Ngày 22-7-1997, Hội đồng bảo an thông qua nghị quyết số 1121 (1997) trao tặng Huân chương Hammarskjöld để ghi nhận và tưởng nhớ những ai đã hy sinh trong các chiến dịch gìn giữ hòa bình hoặc khi thực hiện các nhiệm vụ của Liên Hợp Quốc.
Quyển sách duy nhất của Hammarskjöld, Vägmärken, được xuất bản vào năm 1963. Giống như một quyển hồi ký, quyển sách bắt đầu vào khi ông 20 tuổi, năm 1925, cho tới khi ông qua đời năm 1961. Quyển sách đó rất phổ biến trong giới sinh viên Mỹ giai đoạn bấy giờ.